# Visitors – Besucher aus einer anderen Welt
Visitors – Besucher aus einer anderen Welt (Alternativtitel: Roswell – Ufoabsturz über New Mexiko, Originaltitel: Roswell) ist ein Mystery-Fernsehfilm des Regisseurs Jeremy Kagan aus dem Jahr 1994. Der Film des US-Kabelsenders Showtime handelt von der angeblichen UFO-Landung in Roswell, New Mexico, dem sogenannten Roswell-Zwischenfall. Die Hauptdarsteller der Literaturverfilmung sind Kyle MacLachlan und Martin Sheen.

## Handlung
Im Jahr 1947 stürzte angeblich in Roswell ein UFO ab. Der Geheimdienstoffizier Major Jesse Marcel wurde mit der Aufklärung des Vorfalls betraut. Er glaubte, aufgrund seiner eigenen Beobachtung und der Meldung eines Farmers, der undefinierbare Metallteile auf seinem Land gefunden hatte, es sei ein außerirdisches Fluggerät gewesen. Von seinen Vorgesetzten wurde er dazu gedrängt, den Vorfall öffentlich als den Absturz eines Wetterballons zu erklären. Der Generalstab hatte kein Interesse an der Aufklärung des Falles und behindert Marcel immer wieder dabei. Letztendlich musste er sich an die Anweisung seiner Vorgesetzten halten und bestätigte deren Version.
Dreißig Jahre später reist Jesse Marcel gemeinsam mit seinem Sohn und seiner Frau zu einem Jahrestreffen seiner ehemaligen Kameraden. Doch auch nach so vielen Jahren wird er verspottet, an ein UFO geglaubt zu haben. Sein Entschluss die Wahrheit und die Erkenntnisse, die er damals gesammelt hatte, nun doch bekannt zu geben, wächst, als er auf dem Treffen Frank Joyce wiedertrifft, einen Reporter, der die offizielle Meldung des Militärs nie geglaubt hatte. Er hatte miterlebt, wie der Farmer nach einigen Tagen seinen Fund eindeutig als Reste eines Wetterballons definierte und plötzlich einen nagelneuen Pick-up besaß. Für den Reporter ein eindeutiges Zeichen, dass der Farmer bestochen wurde, um seine Aussage zu ändern. Jesse Marcel spricht mit vielen seiner damaligen Kollegen, die alle zum Treffen gekommen sind und bei fast allen trifft er auf ein großes Bedürfnis über ihre persönlichen Beobachtungen an der Absturzstelle zu berichten. Auch sie hatten all die Jahre Schweigepflicht, aber mittlerweile sind sie alle nicht mehr im Dienst und trauen sich darüber zu reden. Zwei ehemalige Bomberpiloten berichten von Trümmer- und Leichenteilen, die sie vom Flugzeug aus gesehen hätten und auch ein Leichenbeschauer bestätigt Marcel die Geheimhaltung der Toten. Die Medizinerin, die die Leichen untersucht hatte, soll dann bei einem Flugzeugabsturz gestorben sein. Dazu spricht ihn auch der ehemalige medizinische Mitarbeiter Townsend an, der die Wesen selbst gesehen hatte und davon berichtet, das eines noch am Leben gewesen wäre. Townsend scheint erleichtert, endlich mal mit jemandem darüber sprechen zu können. Er weiß, dass man in der Wüste ein geheimes Areal angelegen wollte, um das Wesen zu studieren. Dort wäre sogar Staatssekretär James V. Forrestal erschienen, mit dem es telepathisch kommuniziert hätte und dann gestorben wäre. Das Wesen kündigte an, dass weitere Außerirdischen kommen werden und nach Townsends Kenntnis fand tatsächlich ein solcher Kontakt 1964 statt. 
Marcel versuchte vergeblich, seine Geschichte an die Öffentlichkeit zu bringen, doch nach seinem Tod 1986 haben sich über 350 Augenzeugen des Vorfalls entschieden zu reden. Dennoch leugnet das US-Militär, dass es UFOs außerirdischen Ursprungs gäbe.

## Hintergrund
Das Drehbuch basiert auf dem Buch UFO Crash at Roswell von Kevin D. Randle und Donald R. Schmitt aus dem Jahr 1991. Der Film wurde in Bisbee und Tucson, Arizona gedreht. Die Erstausstrahlung erfolgte am 31. Juli 1994 auf Showtime.

## Kritiken
Der deutsche Filmdienst urteilte: „Der Film verzichtet auf oberflächliche Dramatik zugunsten von retrospektiver Distanz, um eine Aura von Authentizität zu erzeugen. Doch der Einsatz pseudo-dokumentarischer Bilder bleibt wahllos, so daß der Film weder als philosophischer Diskurs noch als Dramatisierung eines ‚historischen Zwischenfalls‘ überzeugt.“
Die New York Times bewertete den Film als angespanntes Drama, das „einen fesselnden Kurs“ beibehielte. Kritisiert wurde der Verschwörungsaspekt: „Was diesen professionell gestalteten Hokum davon abhält, ein Überflieger zu sein, ist die lästige Frage, wie eine Vertuschung, an der Hunderte oder Tausende von Menschen beteiligt waren, 30 Jahre oder sogar 30 Sekunden lang aufrechterhalten werden konnte.“
Variety bezeichnete es als „einen packenden fiktiven Bericht“. Die Rezension kommt zu dem Schluss: „Wo auch immer die Wahrheiten des Roswell-Vorfalls liegen mögen, Regisseur Kagan bringt seine Geschichte überzeugend voran und, in dem Verdacht, den sie in Bezug auf die amerikanische Militärlüge weckt, unerschrocken: mit anderen Worten überlegene Fernsehkost. Die außerirdischen Körper sind übrigens grandios.“
Die Los Angeles Times betrachtete den Film als „kein bloßes Sci-Fi-Hardwaregarn“ und fügte hinzu: „Roswell ist nicht so sehr eine Odyssee im Weltraum, sondern die Geschichte der verlorenen Seele eines Mannes, die eines Geheimdienstoffiziers der Air Force, der hartnäckig nach der Wahrheit sucht,“ weil er nicht mit einer Lüge sterben will.

## Auszeichnungen
Der Film wurde im Jahr 1995 in der Kategorie Beste Mini-Serie oder TV-Film für einen Golden Globe Award nominiert. Weiter wurde er zur Saturn-Award-Verleihung 1995 als Bester Fernsehfilm nominiert. Ebenfalls nominiert wurde er 1995 für die CableACE Awards in den Kategorien Make-up sowie Kamera und Licht für einen Fernsehfilm.